# NGC 6351
NGC 6351 é uma galáxia  localizada na direcção da constelação de Hercules. Possui uma declinação de +36° 03' 36" e uma ascensão recta de 17 horas, 19 minutos e 10,9 segundos.
A galáxia NGC 6351 foi descoberta em 15 de Julho de 1879 por Édouard Jean-Marie Stephan.